# کمری ۳۵۲۱
سیارک ۳۵۲۱ (به انگلیسی: 3521 Comrie، نامگذاری:1982MH) سه هزار و پانصد و بیست و یکمین سیارک کشف شده‌است که در ۲۶ ژوئن ۱۹۸۲ کشف شد.
قدر مطلق سیارک برابر ۱۴٫۴۰ است.